# WASP-7b

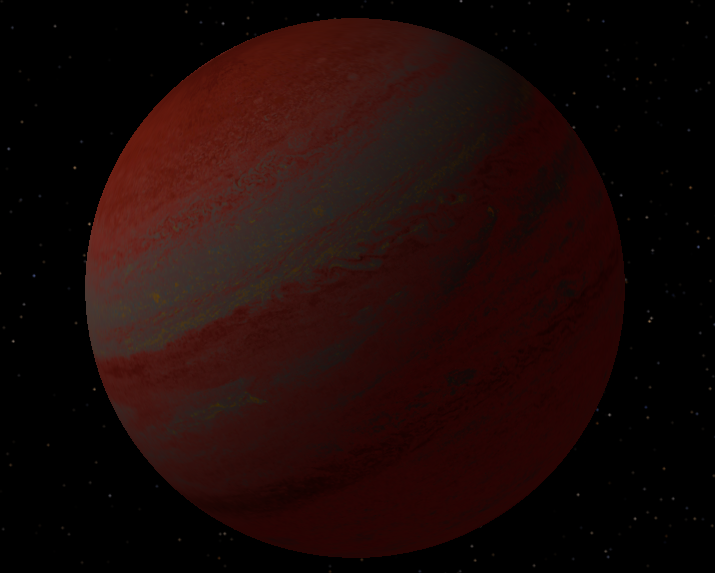
藝術家筆下的 WASP-7b，屬於熱木星。

WASP-7b是一顆發現於2008年的太陽系外行星，軌道周期僅有5日。它的體積稍小於木星，但質量與木星幾乎相等，因此其密度較木星高。

## 外部連結
维基共享资源上的相關多媒體資源：WASP-7b
- SuperWASP